# Pseudomonas savastanoi
Pseudomonas savastanoi è un batterio Gram negativo responsabile della malattia della rogna dell'olivo. Il batterio è secondariamente associato all'oleandro, sul quale provoca una malattia analoga detta rogna dell'oleandro.
Si manifesta principalmente sui rami giovani, le branche e fusti con piccole escrescenze di forma tondeggiante e con superficie corrugata di colore bruno e a volte fessurata. Tali escrescenze possono raggiungere le dimensioni di alcuni centimetri.
Può attaccare anche le foglie e i frutti.

## Storia
Uno dei primi studiosi a studiare in modo approfondito e scientifico la rogna dell'ulivo fu Giuseppe Maria Giovene (1753-1837), il quale, nella sua pubblicazione Sulla rogna degli ulivi (1789), espose le sue idee innovative sulla malattia.

## Pathovars (Pathological varieties)
Le specie sono divise in pathovar in base agli ospiti che possono attaccare. Una pathovar non causa sintomi sugli ospiti delle altre pathovar.
- Pseudomonas savastanoi pv. fraxini causa lesioni note come cancri su alcune specie di frassino.[2]
- Pseudomonas savastanoi pv. nerii attacca l'oleandro.[2]
- Pseudomonas savastanoi pv. savastanoi causa la rogna dell'olivo.[3]
- Pseudomonas savastanoi pv. phaseolicola attacca le piante del genere Phaseolus.[4]

## Ciclo biologico
Il batterio penetra all'interno della pianta attraverso microlesioni che possono essere causate da grandine, fitofagi nonché a pratiche come la potatura effettuata con attrezzi non sterilizzati e la raccolta delle olive tramite abbacchiatura. Viene anche trasmesso dalla mosca dell'olivo. Una volta entrato nell'ospite P. savastanoi si insinua sino al cambio, dove stimola la pianta ad una sovrapproduzione di ormoni della crescita (auxine e citochinine), causando un'iperproliferazione delle cellule vegetali. Pertanto le escrescenze non sono tumori, non vi è alcuna trasformazione cellulare, i tubercoli sono formati da tessuti identici a quelli della pianta. Inizialmente hanno forma regolare e ovoidale, poi si formano delle anfrattuosità che causano un'anomala disposizione dei tessuti. I tubercoli si accrescono finché è presente il batterio; possono raggiungere un diametro massimo di 3 cm. 
Esso si diffonde all'interno della pianta attraverso il flusso linfatico.

## Lotta

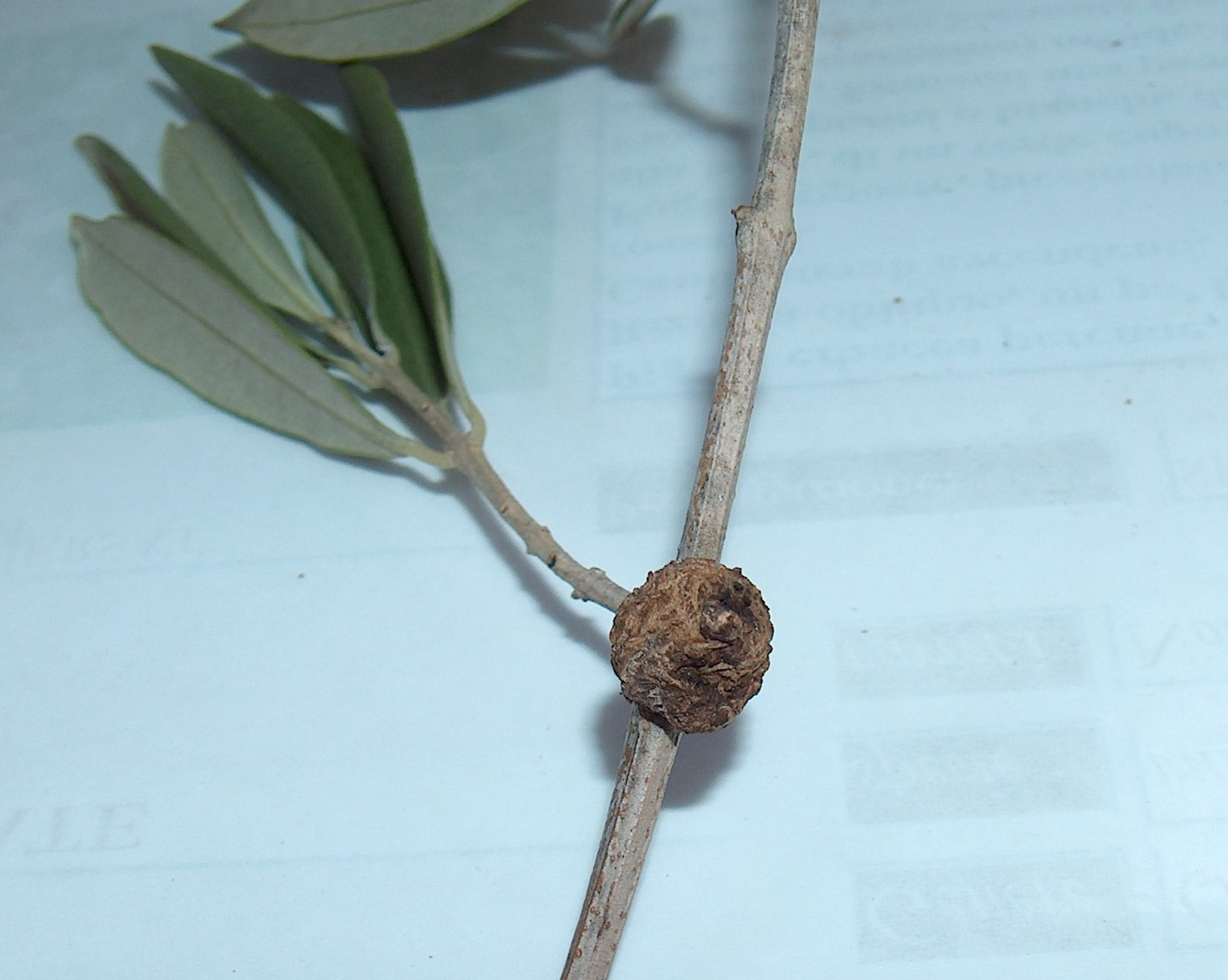
Rametto d'olivo con galla da rogna.

La lotta per la rogna dell'olivo è di tipo preventivo. Essa si basa principalmente su:
- Utilizzare attrezzi sterili durante la potatura ed effettuare sempre tagli netti e proteggere le zone tagliate con fungicidi rameici, che ostacolano l'infezione
- Evitare la tecnica dell'abbacchiatura durante la raccolta delle olive
- Distruggere il materiale infetto quali ad esempio i residui di potatura
- Combattere la mosca dell'olivo